# Luis E. Miramontes
Luis Ernesto Miramontes Cárdenas, född den 16 mars 1925 i Ljum Nayarit, död den 13 september 2004, i Mexico City. Miramontes var en mexikansk kemist känd för sin roll i uppfinningen av ett oralt preventivmedel. 